# Parma Heights, Ohio
Parma Heights là một thành phố thuộc quận Cuyahoga, tiểu bang Ohio, Hoa Kỳ. Năm 2010, dân số của thành phố này là 20718 người.

## Dân số
- Dân số năm 2000: 21659 người.
- Dân số năm 2010: 20718 người.